# 미겔 앙헬 펠릭스 가야르도

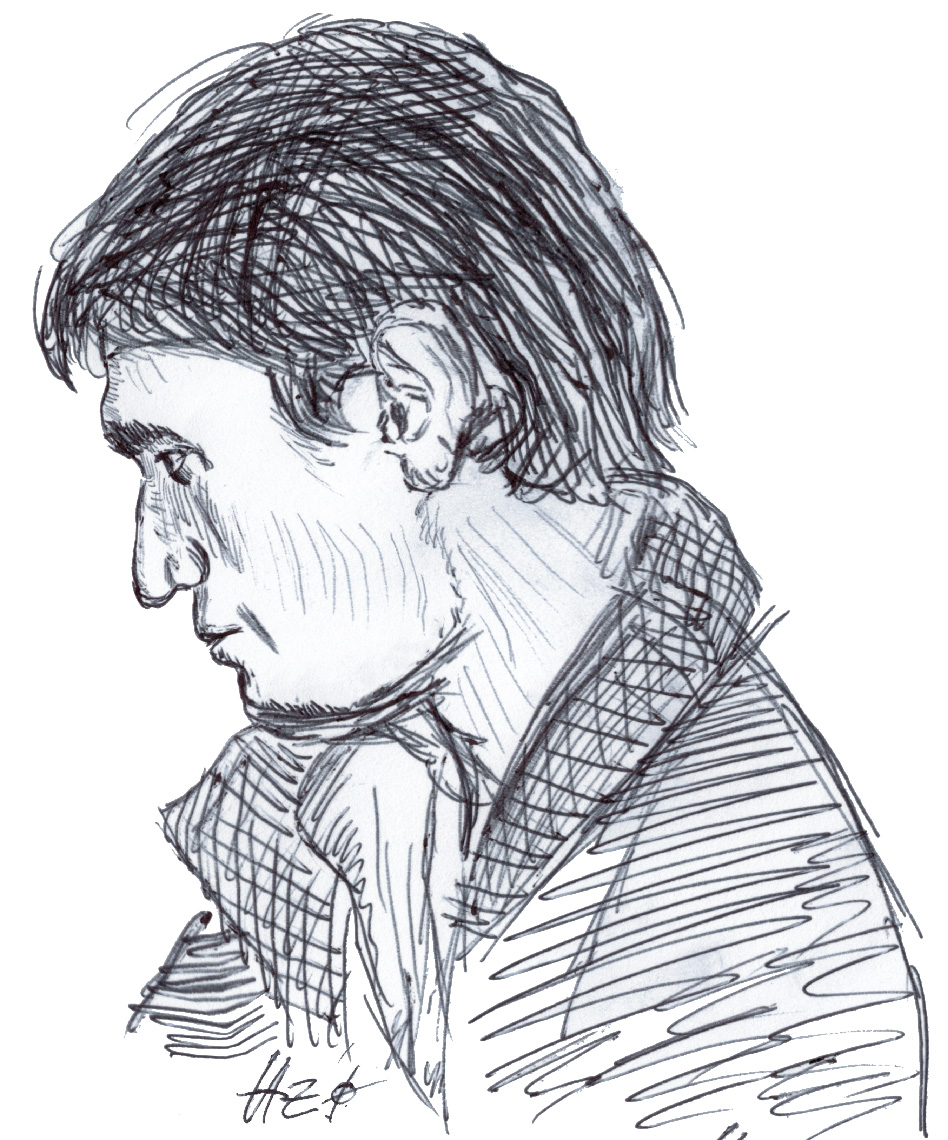

미겔 앙헬 펠릭스 가야르도(스페인어: Miguel Ángel Félix Gallardo, 1946년 1월 8일 ~ )는 멕시코의 마약 범죄자다. 1980년대 멕시코와 멕시코-미국 국경을 따라 있는 마약 밀매의 대부분을 통제했던 과달라하라 카르텔의 창시자다.
1989년 마약단속국 (DEA) 요원 키키 카마레나의 살해를 명령한 혐의로 체포되었다. 그는 알티플라노 최고 보안 교도소에서 40년 형을 선고받고 복역 중이었지만 건강 악화로 인해 2014년에 중간 보안 시설로 이송되었다.